# Triple enllaç
En química, el triple enllaç és un enllaç químic entre dos elements químics que compren sis electrons d'enllaç en comptes dels dos usuals en un enllaç covalent. El triple enllaç més comú és entre dos àtoms de carboni, que pot ser trobat en alquins. Altres grups funcionals que contenen un enllaç triple són els cianurs i els isocianurs. Algunes molècules diatómiques, com el dinitrogen i el monòxid de carboni tenen també triple enllaç. En una fórmula esqueletal el triple enllaç es dibuixa com tres línies paral·leles entre els dos àtoms connectats.
Els enllaços triples són més forts que els simples o els dobles, i també són més curts. L'ordre d'enllaç és tres.
| Acetilè                             | Cianogen | Monòxid de carboni |
| acetilè                             | Cianogen | monòxid de carboni |
| Compostos químics amb triple enllaç |          |                    |